# Pandemonium Rap Vol. 1
Pandemonium Rap Vol. 1 - album zielonogórskiego studia nagraniowego Pandemonium, wydany w 2004 roku. Na płycie wystąpili: ReZO, DMF oraz zespół Grupa Operacyjna. Płytę promowały utwory: „Każdy na coś czeka” i „III wojna światowa”.

## Lista utworów
1. Grupa Operacyjna - III wojna światowa
2. Grupa Operacyjna - Każdy Na Coś Czeka
3. Grupa Operacyjna - Tumor Cerebri
4. Grupa Operacyjna - Stanisław Wokulski
5. Grupa Operacyjna - Wysokie Loty
6. DMF, Grupa Operacyjna - Stan Wskazujący
7. DMF, ReZO, Grupa Operacyjna - Mikrofon Pod Napięciem
8. DMF - Kto Ci Dał Mikrofon
9. ReZO - Deszcz
10. ReZO - Wysłuchaj Mnie